# Alphons Biermann
Alphons Biermann (* 19. Dezember 1906 in Sundern, Sauerland; † 28. März 1977 in Glees) war ein deutscher Bildhauer. Er war der erste Leiter der Bildhauer-Werkstatt der Abtei Maria Laach und hat die Entwicklung des Rheinischen Vulkangesteins vom Baustoff zum Rheinischen Marmor geprägt.

## Leben
Alphons Biermann wurde 1906 in Sundern geboren. 1932 heiratete er Clementine Clara Maria Preker (1904–1967). Aus der Ehe gingen drei Kinder hervor: Der Bildhauer Hans Gerhard Biermann (1933–2023), der Kunsthistoriker Alfons W. Biermann (1935–2014) und die Ärztin Dorothea Marx (1938–2012). Nach seiner Ausbildung in der Abtei Maria Laach und anschließendem Studium in München wurde Biermann 1932 zum ersten künstlerischen Leiter der neu gegründeten Bildhauerei der Abtei Maria Laach berufen. Die Leitung hatte er bis 1971 inne. Nach seiner Heimkehr aus der Kriegsgefangenschaft hat er sich ab Herbst 1945 als Gestalter neuer Einrichtungen kriegszerstörter Kirchen, zahlreicher monumentaler Kriegerdenkmäler und durch neue christliche Grabmalkunst weit über das Rheinland hinaus einen Namen gemacht. Alphons Biermann starb am 28. März 1977.

## Ausbildung und Studium
Nach Abschluss der Volksschule in Werl begann er 1921 eine Malerlehre beim Kunst- und Kirchenmaler Hans Steinhage. Im Herbst des Jahres entdeckte sein Onkel, der Bildhauer und Benediktiner Reinhold Teutenberg (1864–1935) seine künstlerische Begabung und nahm den Neffen ins Bildhaueratelier der Abtei Maria Laach zur Ausbildung. Das Atelier der Laacher Benediktinermönche arbeitete ganz im Stil der Erzabtei Beuron und P. Desiderius Lenz OSB. Nach Abschluss der vierjährigen Lehrzeit wechselte Alphons Biermann zum Studium an die Akademie der Bildenden Künste München zu Theodor Georgii (1883–1963). Umfangreiche Skizzenbücher belegen, dass Biermann an der Malschule des Malers Heinrich Knirr Akt- und Zeichenkurse besucht hat. Paul Klee und Emil Orlik waren die bekanntesten Künstler aus dieser Schule. An der Ludwig-Maximilians-Universität München hörte Biermann zugleich als Gasthörer Kunstgeschichte.

## Lebenswerk
Nach einigen Jahren freiberuflicher Tätigkeit in München und Werl übertrug ihm die Abtei Maria Laach auf Vorschlag von P. Bonaventura Dreesbach OSB 1932 die Leitung der neu gegründeten externen Bildhauerei, die zu den Kunstwerkstätten der ARS LITURGICA der Abtei Maria Laach gehörte. Biermann startete in den Räumen der ehemaligen Hansa Brauerei in Niedermendig mit zunächst acht Mitarbeitern. 1937 verlegte die Abtei die gesamten Werkstätten in eigens dafür errichtete Anbauten an der ehemaligen Preußischen Revierförsterei Maria Laach in unmittelbarer Nachbarschaft zur Abtei. Alphons Biermann bezog mit seiner Familie das ehemalige Forsthaus aus dem 19. Jahrhundert an der Südseite der Hofanlage.

### Neubeginn nach 1945
Nach der Heimkehr aus französischer Gefangenschaft im August 1945 widmete er sich zunächst der Schaffung neuer Schwerpunkte für die Kunstwerkstätten: Anstelle von Produktion und Vertrieb gipserner Devotionalien durch den Kunstverlag standen jetzt der Wiederaufbau und Ausstattung kriegszerstörter Kirchen, die Errichtung von Kriegerdenkmälern vieler Gemeinden und die Suche nach neuen Formen christlicher Grabmal- und Erinnerungskultur im Vordergrund seines künstlerischen Schaffens. Im klösterlichen Leiter der ARS LITURGICA, Theodor Bogler (1897–1968), einem Absolventen der Töpferei Domburg am Bauhaus in Weimar und Keramiklehrer, fand er einen verständigen und anregenden Partner, der wie er auf eine eigene Erfahrung als Künstler und Kriegsteilnehmer (1914–18) zurückblickte. Erste kleinmaßstäbliche Figuren und Figurengruppen wie die Laacher Madonna, das Evangelistenkreuz oder Reliefs biblischer Szenen mit Elias oder Drei Jünglinge im Feuerofen von seiner Hand ließ Theodor Bogler nun in Bronze gießen oder in der Majolika Manufaktur Karlsruhe für den Verkauf brennen. Ein erster großer Auftrag war 1946 das große bronzene Hochaltarkreuz für den Trierer Dom.
Der nächste prominente Auftrag war die Ausstattung der Kapelle in der Apostolischen Nuntiatur des Erzbischofs Aloysius Muench (1889–1962) in Bad Godesberg. Als Doyen des Diplomatischen Corps brachte der Kardinal häufig hohe Besucher mit ins Atelier, um ihnen die Fortschritte am Werk zu zeigen, so auch den ersten Bundespräsidenten Theodor Heuss (1884–1963), der den Künstler später mehrfach besuchte, und Kardinal Giovanni Battista Montini, den späteren Papst Paul VI.

### Neue Kirchenräume und die Liturgiereform
Eine große Herausforderung war nach Kriegsende die Ausstattung von bundesweit über 30 wieder aufgebauten Kirchen. Erstes anregendes Vorbild war die Umgestaltung der Abteikirche Maria Laach unter dem 1946 gewählten neuen Abt Basilius Ebel. Dieser ließ 1947 den von Kaiser Wilhelm II. 1898 gestifteten neoromanischen Hochaltar mit dem wuchtigen Ziborium darüber im Presbyterium des Ostchores entfernen und durch einen neuen Hochaltar mit dem spätromanischen mittelalterlichen Baldachin vom Stiftergrab aus dem Westchor darüber ersetzen. Zu diesem Umbau zog der Abt Alphons Biermann als Berater hinzu und beauftragte ihn mit der Schaffung des neuen nach Westen gerichteten Volksaltares und dem Sitz des Abtes dahinter aus dem weißen französischen Kalkstein Savonnières des Kaiseraltares. Weitere Altäre und neue Kircheneinrichtungen gingen in den folgenden Jahrzehnten seines Schaffens unter anderem nach Düsseldorf-Gerresheim, Neuss-Grimlinghausen, Blasweiler, Heepen und ins Bischöfliche Konvikt nach Trier.

### Kriegerdenkmäler
Biermann gestaltete ab 1946 mehr als 40 Kriegerdenkmäler. Das erste große Kriegerdenkmal, ein Friedhofskreuz in heimischen Basalt von 1949, steht auf dem Friedhof der Gemeinde Burgbrohl, ein weiteres in Kollig in Rheinland-Pfalz. Eines der bedeutendsten Grabmale war das Hochkreuz auf dem Düsseldorfer Südfriedhof, das nach dem Briefwechsel mit dem Düsseldorfer Ratsherrn und Initiator Hans Borgs-Maciewski mit der lebensgroßen Kreuzigungsgruppe von einer Düsseldorfer Bürgerstiftung finanziert und 1952 eingeweiht wurde. 1950 hatte Biermann die Familiengrabstätte des Stifters, der in seiner Eigenschaft als Gymnasialdirektor in Wuppertal als Retter jüdischer Kinder bekannt war, in Gestalt des Guten Hirten auf dem gleichen Friedhof geschaffen.
Für Niedermendig, eine erste Adresse im Abbau und der Nutzung des Vulkangesteins als Baumaterial, entwarf er 1950 eine drei Meter hohe monumentale Basaltstele mit einer überlebensgroßen Michaelsfigur in heimischen Basalt inmitten eines Brunnens vor dem Rathaus mit den Tafeln der Gefallenen im Hintergrund. Von der traditionellen Form meist gemauerter Kriegerdenkmalen mit martialischen Symbolen des Kriegshandwerks vor und nach dem Ersten Weltkrieg rückte der Künstler gänzlich ab und schuf wie in Düsseldorf figürlich gestaltete christliche große Friedhofskreuze wie in Einruhr oder Niederzissen in der Eifel.
In Rolandswerth legte er als Ehrenmal 1956 ein massives Schiff aus ebensolcher Basaltsäule an das Rheinufer mit den Namen der Gefallenen auf den seitlichen Planken des Nachens. Eine ganz eigenwillige Form des Ehrenmals sind die überlebensgroßen, einzeln stehenden Drei Frauen am Grab von 1966, aus monumentalen Basaltstelen gehauen an exponierter Stelle auf dem Friedhof in Langerwehe bei Düren. Die Gemeinde Wirfus erhielt 1957 eine große Pietà, die Gemeinde Müllenbach 1959 eine Schutzmantelmadonna aus Basalt als Kriegerdenkmale.

### Erneuerung der Grabmalkultur nach 1945
Alphons Biermann hat an der Kriegsfront in Russland 1942 bis 1944 immer kleine Skizzenbücher mitgeführt, in welche er mit Bleistift winzige Skizzen von Skulpturen und Denkmälern eintrug, deren Formen er in seinem späteren Schaffen wieder aufgriff. Mit dem Repertoire dieser Zeichnungen und mit seiner Fantasie und Kenntnis christlicher Motive gab er in vielen hundert Beispielen der deutschen Grabmal- und Sepulkralkultur nach 1945 wesentliche neue Impulse. Seinem Beispiel auf der Suche nach neuen Formen – insbesondere figürlicher Art in den heimischen Materialien (Basalt, Tuff- oder Rotsandstein aus der Eifel statt Granit oder Marmor) – folgten nicht nur seine eigenen Schüler, meist Söhne freischaffender Kollegen. Christliche Grabmale waren auch seine ersten Aufträge gleich nach der Wiedereröffnung der Bildhauerei 1946.
Ein erster Auftrag figürlicher Grabmalgestaltung war 1950 die Erneuerung des Grabmals des ersten Präsidenten der Preußischen Rheinprovinz Johannes Horion (1876–1933) auf dem Düsseldorfer Südfriedhof. Es folgten Grabmale für den Gründer der Johnnesbrüder, Johannes M. Haw (1871–1949) in Leutesdorf, für die Familie Underberg in Rheinberg, für die Familie des Bankiers Hermann Josef Abs in Berkum bei Bad Godesberg, für den Gründer der Bitburger Brauerei Bertrand Simon (1882–1958) sowie eine große Zahl von Grabanlagen für Priester und Gefallene. Insgesamt hat Alphons Biermann weit über 900 Grabmäler geschaffen.

### Weitere Arbeiten
Für den Sitzungssaal des Saarländischen Landtags in Saarbrücken schuf Biermann bereits 1951 ein eigenes Holzkreuz. Diverse Gemeinden erhielten zur gleichen Zeit große freistehende Skulpturen in Basalt. Seine umfangreichste figürliche Brunnenanlage schuf er 1960 für den Innenhof des ehemaligen Klosters auf dem Jakobsberg bei Boppard. Einige seiner Werke fanden den Weg nach Übersee, vor allem in die USA.

### Ehrungen
- 1967 Bundesverdienstkreuz am Bande